# مارك 8 (قنبلة نووية)

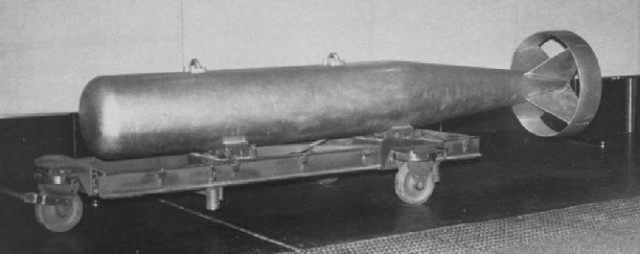
مارك 8 (قنبلة نووية)

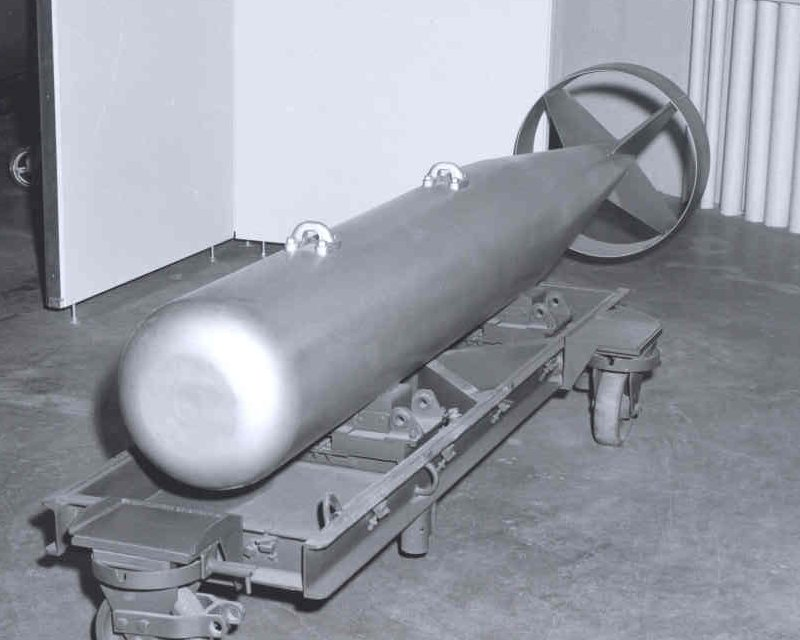
لقطة مقربة من مقدمة مارك 8

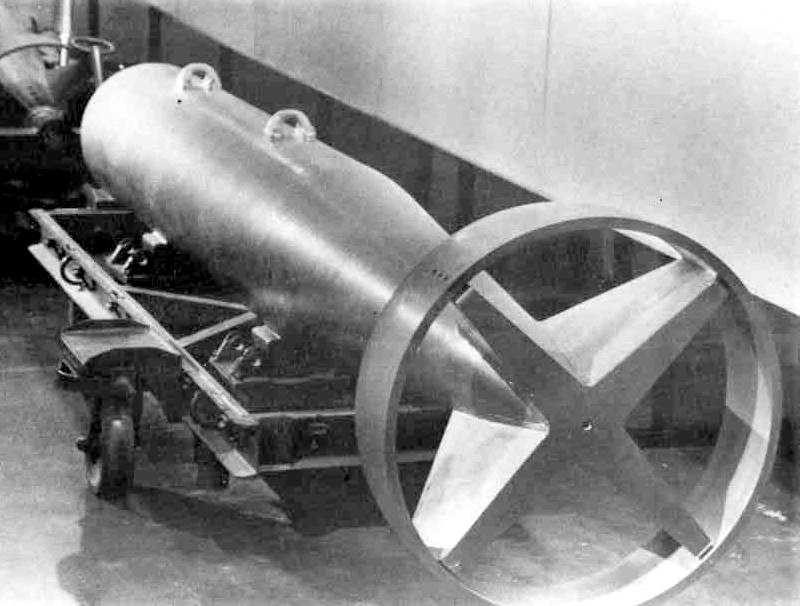
لقطة مقربة من مؤخرة مارك 8

القنبلة النووية مارك 8 هي قنبلة نووية تم تصميمها في أواخر 1940 وتصنعيها في أوائل 1950 ودخلت في الخدمة من 1952 إلى 1957.

## الوصف
كانت مارك 8 عبارة عن قنبلة نووية تجمع بسرعة عدة كتل حرجة من المواد النووية الانشطارية بإطلاق قذيفة انشطارية أو «رصاصة» في فتحة مجوفة في «هدف» انشطاري أكبر باستخدام نظام يشبه إلى حد كبير برميل مدفعية متوسط الحجم والوقود.
كان مارك 8 قنبلة في وقت مبكر من اختراق الأرض حيث كانت تهدف إلى الحفر في الأرض قبل تفجيرها. وفقاً لمصدر حكومي يمكن لـ مارك 8 اختراق 22 قدم (6.7 متر) من الخرسانة المسلحة و 90 قدم (27 مترًا) من الرمال الصلبة و 120 قدم (37 مترًا) من الطين أو 5 بوصات (13 سم) من المادة الصلبة صفيحة مدرعة.
كان مارك 8 قطره 14.5 بوصة (37 سم) في جميع أنحاء جسمه و 116 إلى 132 بوصة (290 إلى 340 سم) اعتمادا على النموذج. وكان وزنه 3,230 إلى 3,280 رطل. تم إنتاج 40 قنبلة من نوع مارك 8 وقد نجحت مارك 8 في تحسين شكل قنبلة مارك 11 النووية.

## المتغيرات
اعتبر مارك 8 كرأس حربي لصاروخ كروز وتم إلغائه في عام 1955. تم تطوير قنبلة مارك 10 والذي أخف وزنا لتكون قنبلة خفيفة الوزن (هدف سطحي). تم إلغاء مشروع مارك 10 قبل إدخاله في الخدمة واستبدل بالتصميم الداخلي للقنبلة النووية مارك 12 والذي يتميز بكفاءة أكبر بكثير من المواد الانشطارية.